# Урук
Уру́к (шумер. 𒀕𒆠 unugᵏⁱ, аккад. 𒌷𒀔 Uruk, арамейск. אֶרֶךְʾÉreḵ, греч. Ὀρχόη, соврем. городище Эль-Уарка́ араб. الوركاء‎) — древнейший город-государство шумеров и вавилонян в Южном Междуречье, основанный в IV тысячелетии до н. э. Был расположен к востоку от современного течения реки Евфрат на её пересохшем древнем русле, примерно на 30 км восточнее современного города Эс-Самавы (Мутанна, Ирак).
Является типовым памятником эпохи Урук. Именно Урук стал первым городом Южной Месопотамии в середине IV тысячелетия до н. э. Вокруг была возведена стена, что свидетельствовало о том, что Урук стал городом, а не просто поселением. В этом городе проживало до 8 тысяч жителей. Город стал храмовым и военным центром Южной Месопотамии. В период расцвета Урука — примерно в 3100 г. до н. э. — его население, проживавшее на территории площадью 6 км² внутри городских стен, могло насчитывать до 40 тысяч человек; вместе с жителями окрестностей население насчитывало 80 000—90 000 человек, что делало Урук крупнейшим городским поселением того времени. В целом, город дольше всех остальных в истории человечества оставался одним из крупнейших по численности населения в течение более чем 2,5 тыс. лет. В XXVIII—XXVII веках до н. э. (при полулегендарных правителях Энмеркаре, Лугальбанде, Гильгамеше, о которых сохранились эпические сказания) под гегемонией Урука были объединены города-государства Южного Двуречья (I династия Урука). В XXIV веке до н. э. при Лугальзаггиси Урук был столицей Шумера. После завоевания царём Саргоном Древним (XXIV век до н. э.) Урук вошёл в состав Аккада. В конце XXII века до н. э. царь Урука Утухенгаль создал в Двуречье объединённое «царство Шумера и Аккада», после его смерти власть перешла к Ур-Намму — основателю III династии Ура. Урук оставался важным городом до конца 1-го тысячелетия до н. э. В VIII—II веках до н. э. — автономный храмовый город в составе Вавилонского, затем Ахеменидского и Селевкидского царств. В III веке н. э. разрушен Сасанидами. Ещё около 430 года н. э. Урук упоминался как резиденция христианского епископа, но вскоре прекратил существование. 
Первые научные раскопки в Уруке были проведены в 1850—1854 гг. Уильямом Кеннетом Лофтусом, который и определил его как «Эрех, второй город мифического царя Нимрода». Прошедшие на протяжении столетий войны в этом регионе и пустынный климат практически полностью разрушили этот город.

## Значение
Урук известен из мифов и литературы как столица царя Гильгамеша, героя «Эпоса о Гильгамеше». Считается также, что город упоминается в Библии под названием Эрех (Бытие 10:10) как второй город, основанный царём Нимродом в стране Сеннаар (Шумер).

### Урукский период

Экспансия Урука и его колонии, ок. 3600-3200 гг. до н. э.

Урук стал основным центром урбанизации и происхождения государства в течение Урукского периода, или «Урукской экспансии» (4000—3200 гг. до н. э.). Этот 800-летний период стал для Урука временем превращения из мелкой аграрной деревни в крупный городской центр с постоянным размещением здесь бюрократии и вооружённых сил в условиях стратификации общества. Хотя в эту эпоху параллельно с Уруком существовали и другие поселения, они в основном занимали территорию не более 10 гектаров, тогда как Урук был значительно крупнее (около 125 га) и имел более сложную структуру. Культура этого периода распространялась вместе с шумерскими торговцами и колонистами и повлияла на все соседние народы, которые постепенно трансформировали свои схожие, конкурирующие между собой экономики и культуры. В результате Урук уже не мог с помощью одной военной силы осуществлять контроль за такими дальними поселениями, как Телль-Брак.

## Географическое положение

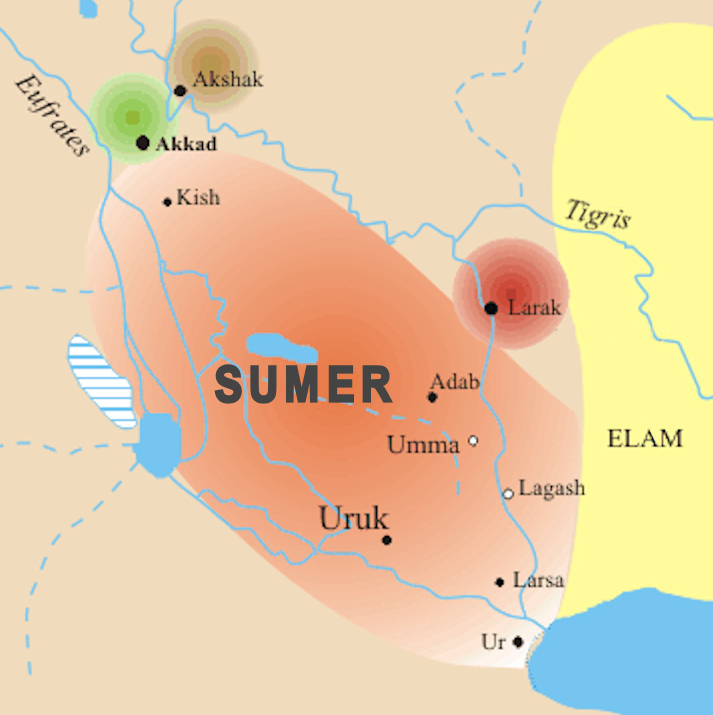
Карта Шумера

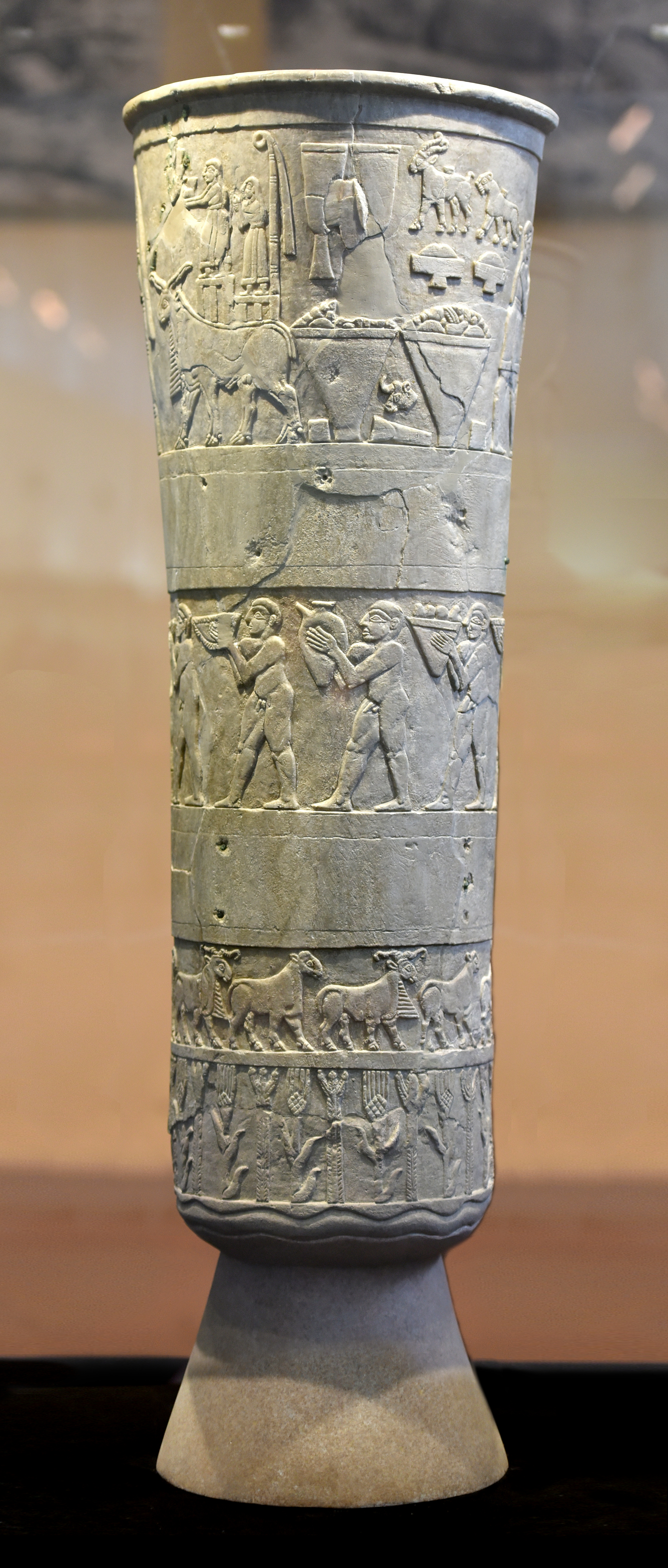
Сцена поклонения Инанне, Ваза Варки, ок. 3200–3000 гг. до н. э., Урук. Это одно из самых ранних сохранившихся произведений сюжетной рельефной скульптуры.

Географические факторы благоприятствовали беспрецедентному росту Урука. Город размещался в южной части Междуречья, в древней колыбели цивилизации на реке Евфрате. В результате постепенного и бесповоротного одомашнивания злаков с подножий Загроса и экстенсивной ирригации этот регион давал возможность выращивать разнообразнейшие съедобные культуры. Окультуривание пшеницы и близость Урука к рекам позволили ему относительно легко стать крупнейшим поселением в Шумере как по численности населения, так и по площади территории.
Аграрный прирост и широкая демографическая база облегчили такие процессы, как торговля, разделение труда и развитие письменности, которая, вероятно, и зародилась в Уруке около 3300 г. до н. э. Такие археологические памятники, как многочисленная керамика и самые древние из когда-либо обнаруженных таблички с клинописью, подтверждают эту гипотезу. Раскопки в Уруке крайне осложнены, т. к. его старые здания разбирались для постройки новых, что добавляет путаницы в археологические слои различных периодов. Над слоем Урукского периода, скорее всего, залегают слои периода Джемдет-Наср (3100—2900 гг. до н. э.), а базируется он на конструкциях предшествующих веков, в том числе на слое убейдского периода.

## История Урука

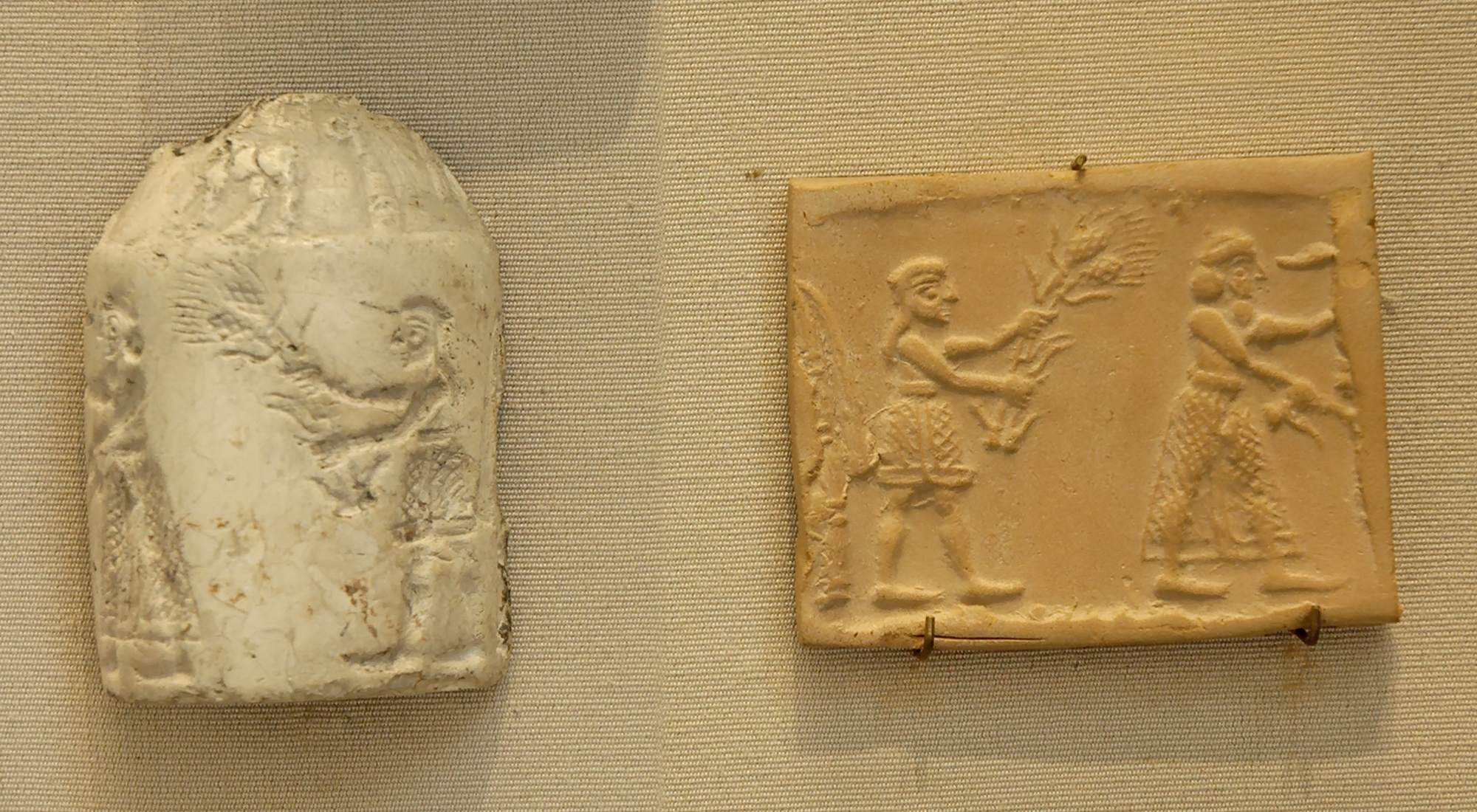
Цилиндр-печать периода Урука и его оттиск, ок. 3100 г. до н. э. Лувр.

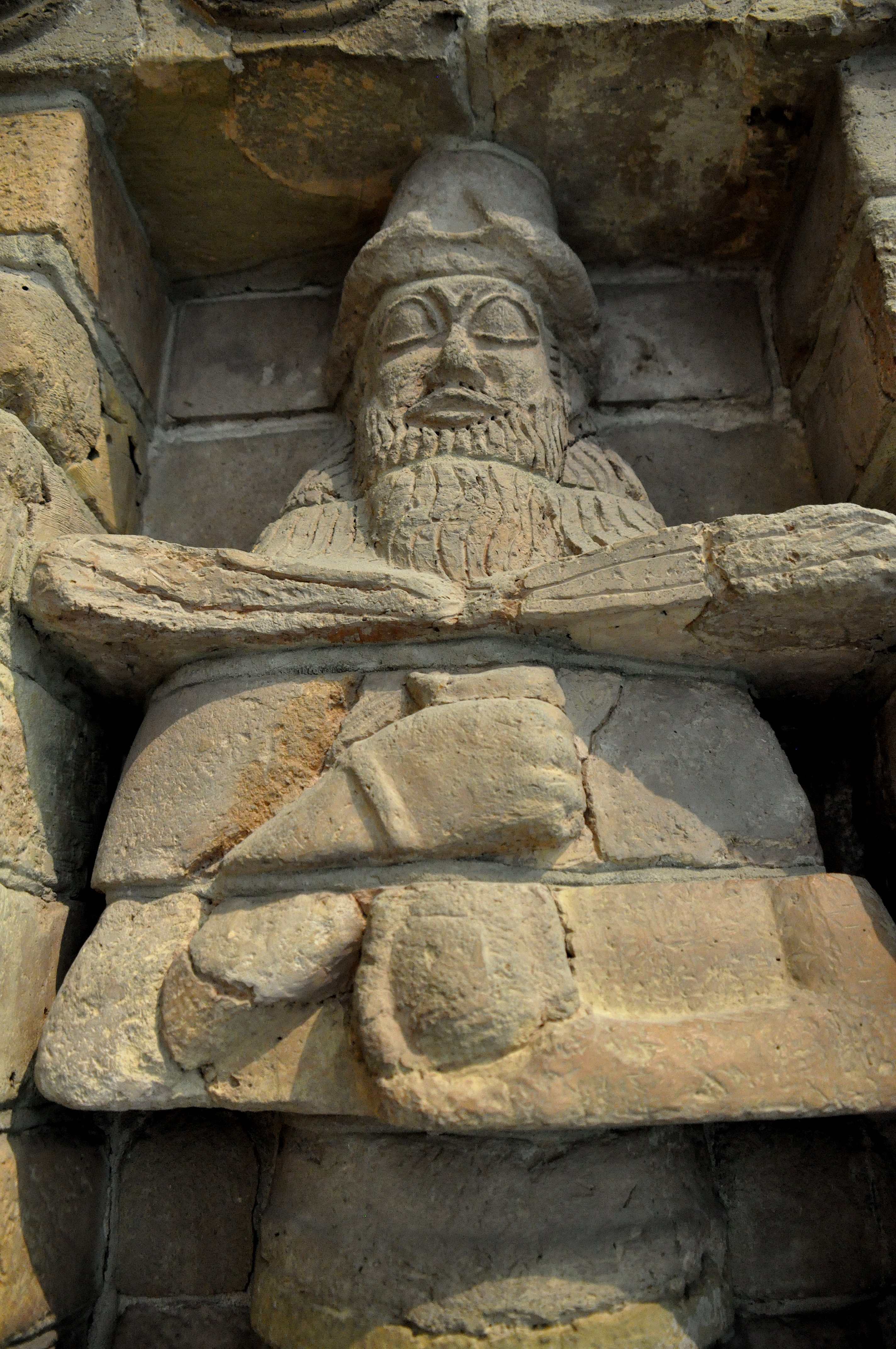
Мужское божество льёт живительную воду из сосуда. Фасад храма Инанны в Уруке, Ирак. XV век до н. э. Пергамский музей

Урук — один из древнейших городов мира, развивавшийся параллельно всей истории Месопотамии. Холм Варка расположен к северо-западу от Ура, в 56 км выше по течению Евфрата. Памятник исследовался начиная с 1912 года рядом немецких экспедиций, работы которых отличались большой научной строгостью.

### Археологические слои Урука
Археологи обнаружили несколько городов, построенных один поверх остатков предыдущего:
- Урук XVIII периода Эриду (ок. 5000 г. до н. э.); основание Урука
- Урук XVIII—XVI позднеубейдского периода (4800-4200 гг. до н. э.)
- Урук XVI—X раннеурукского периода (4000-3800 гг. до н. э.)
- Урук IX—VI среднеурукского периода (3800-3400 гг. до н. э.)
- Урук V—IV позднеурукского периода (3400-3100 гг. до н. э.); построены древнейшие монументальные храмы округа Э-Ана
- Урук III периода Джемдет-Наср (3100-2900 гг. до н. э.); построена 9-километровая стена
- Урук II
- Урук I

В середине 4-го тысячелетия до н. э. на месте будущего города находилась сельская округа — около сотни деревень, располагавшихся вокруг сети проток и небольших искусственных каналов. Её центром являлся обнесённый стеной священный участок Э-Ана, место почитания богини, известной в историческую эпоху как Инанна. На территории священного участка обнаружены фундаменты нескольких храмов, из которых особое значение имеет т. н. Белый храм (ок. 3000 года до н. э.) на высокой, достигающей 13 м сырцовой платформе — прообраз будущих зиккуратов. Рядом располагался современный Белому храму архитектурный комплекс, получивший название «Красное здание», который, возможно, был местом заседания совета старейшин. Он представлял собой окружённый стенами обширный двор площадью ок. 600 м², на котором находилась площадка-возвышение из сырцового кирпича. Стены и массивные колонны здания были украшены многоцветной мозаикой из обожжённых глиняных конусов, которые вдавливались в сырую штукатурку и образовывали геометрический орнамент.
В начале 3 тысячелетия до н. э. Урук являлся крупнейшим из земледельческих поселений Двуречья центром культа почитаемых шумерами богини Инанны и бога неба Ану. Территорию Урука ограждала стена из кирпичей длиной 9 км, воздвигнутая, по преданию, легендарным царём Гильгамешем. Строительство стены свидетельствует о войнах, которые Урук вел с соседними городами-государствами Двуречья.
Эпическое сказание «Гильгамеш и Агга» повествует о борьбе Урука с городом Кишем, правитель которого предпринял его осаду. Победа Гильгамеша принесла Уруку господство над Южным Двуречьем, сохранявшееся на протяжении правления I династии Урука (ок. 2650—2500 до н. э.). В середине 3 тысячелетия до н. э. её сменяет I династия Ура, к которому переходит контроль над ирригационными системами в низовьях Евфрата.
В конце раннединастического периода Урук входит в союз городов Двуречья, созданный в результате военных завоеваний Лугальзаггиси (середина XXIV века до н. э.), именовавшим себя царём Урука и царём Страны. В конце XXIV века до н. э. Урук был завоеван Саргоном Древним, который разрушил стены города и включил его в образованное им государство Аккада. В последующие эпохи истории Месопотамии Урук сохранял своё значение крупного торгово-ремесленного и религиозного центра. Сохранились руины зиккурата, храм, построенный царём касситской династии Караиндашем, дворец парфянских царей. Урук оставался средоточием общемесопотамской эпической традиции, повествующей о его богах и деяниях царя Гильгамеша, связанных с представлениями о начале истории Шумера.
В XXVII веке до н. э., начиная с Гильгамеша, правители Урука господствовали в Южном Двуречье. Однако около XXVI века до н. э. гегемония в регионе перешла к городу Уру.

## Структуранома

Древняя Месопотамия

Город Урук состоял из слившихся поселений Э-Ана, Урук и Кулаба. Общинными богами Урука были Ану и Инанна. К этому же ному относились также возникшие позже города Ларса (Ларса[м], ныне Сенгере) у соединения Евфрата с Итурунгалем (общинным богом Ларсы был бог Уту), Куталлу (ныне Телль-Сыфр), а также и один из древнейших городов Двуречья — Бад-Тибира («Крепость медников»).

## Археология
Систематические раскопки Урука ведутся с 1912 г. немецкой экспедицией под руководством сначала Ю. Иордана, затем А. Нельдеке, Х. Ленцена (ФРГ). Раскопками вскрыты памятники архитектуры 4-го тысячелетия до н. э.: «Красное здание» (возможно, место народных собраний; остатки платформы с колоннами и полуколоннами, украшенными мозаикой из трёхцветных терракотовых конусов, и лестницы), «Белый храм» (на прямоугольном цоколе),— а также храм касситского царя Караиндаша (XV век до н. э.), эллинистический храм Ану-Антум (около 170 года до н. э.; в традициях архитектуры Вавилонии); памятники скульптуры, глиптики, словари.

## Галерея

Архитектура Урука
План Эанны VI-V
План Эанны IVb
План Эанны IVa
План Эанны III
План неошумерской Эанны
План района Ану, этап E
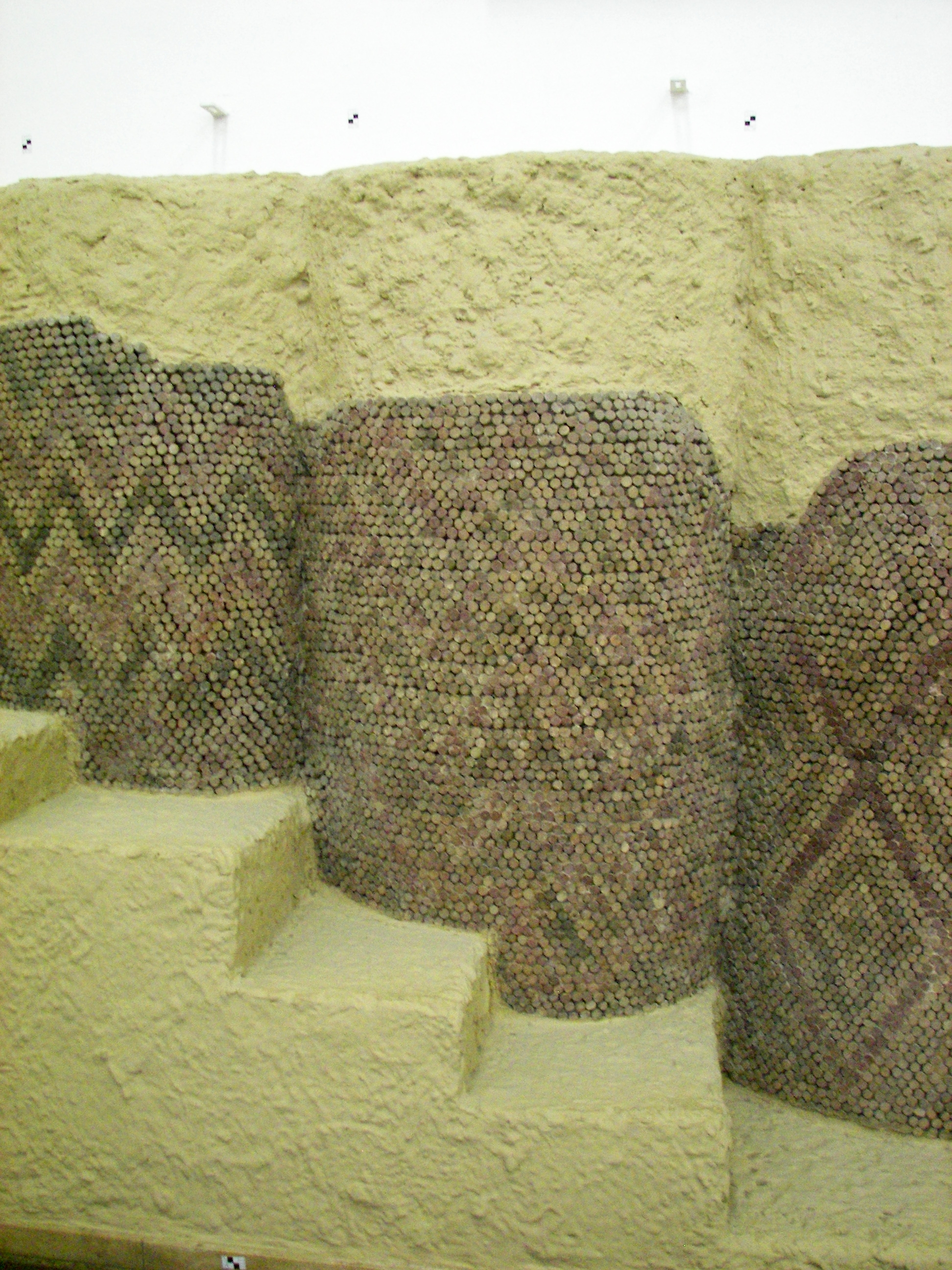
Реконструкция мозаики из храма Эанны.
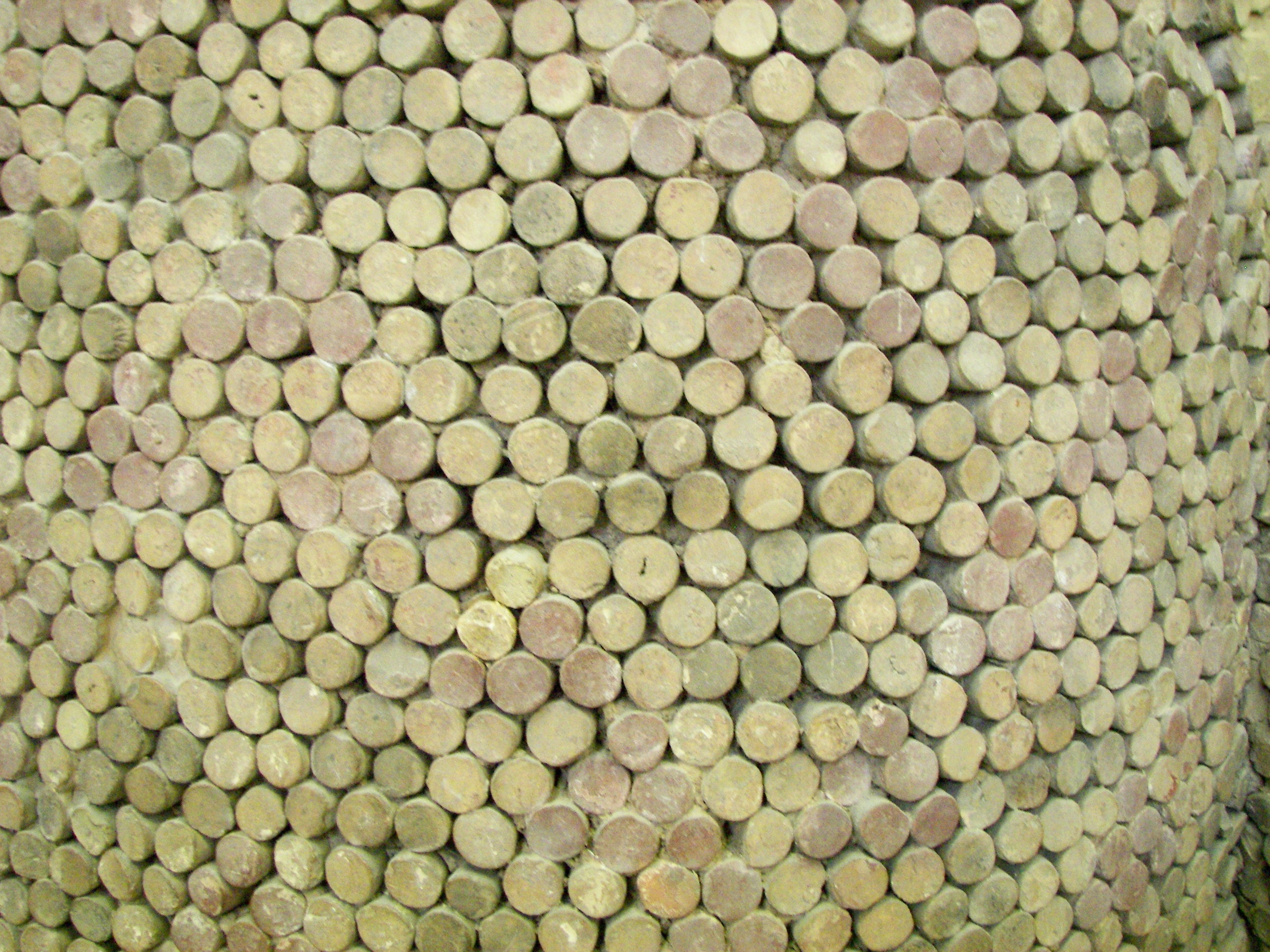
Деталь реконструкции мозаики из храма Эанны.

Артефакты
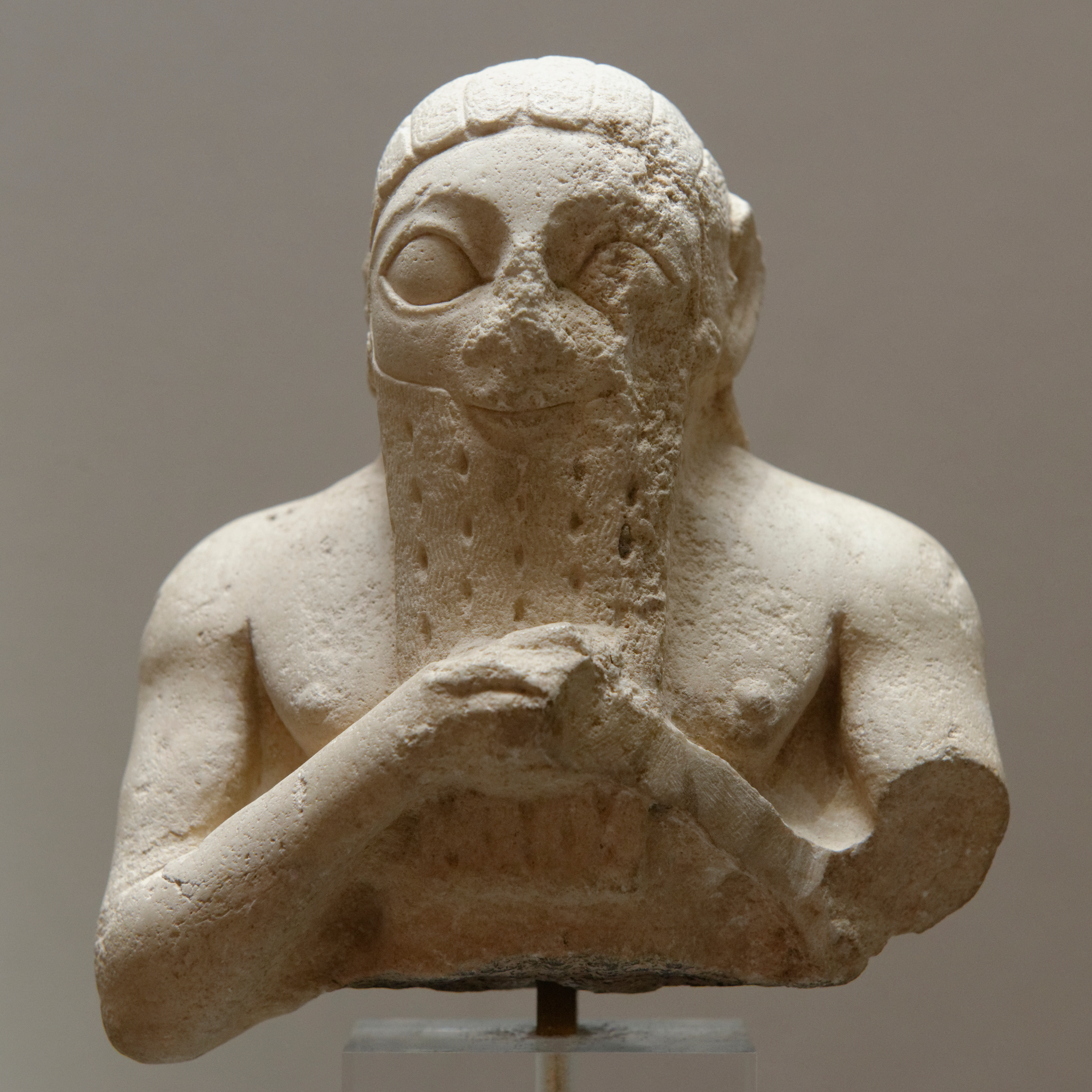
Лугал-кисал-си, король Урука
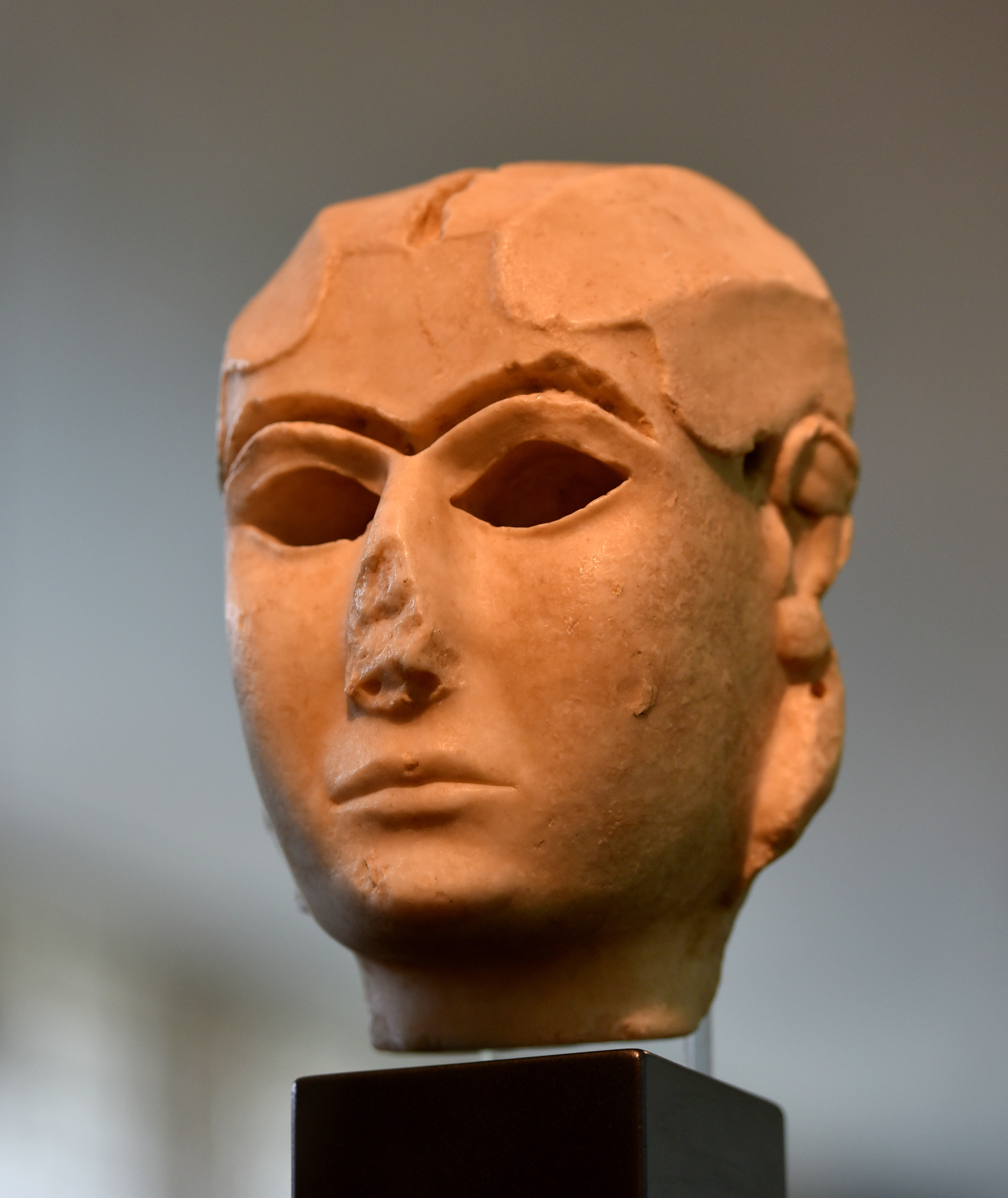
Маска Варки
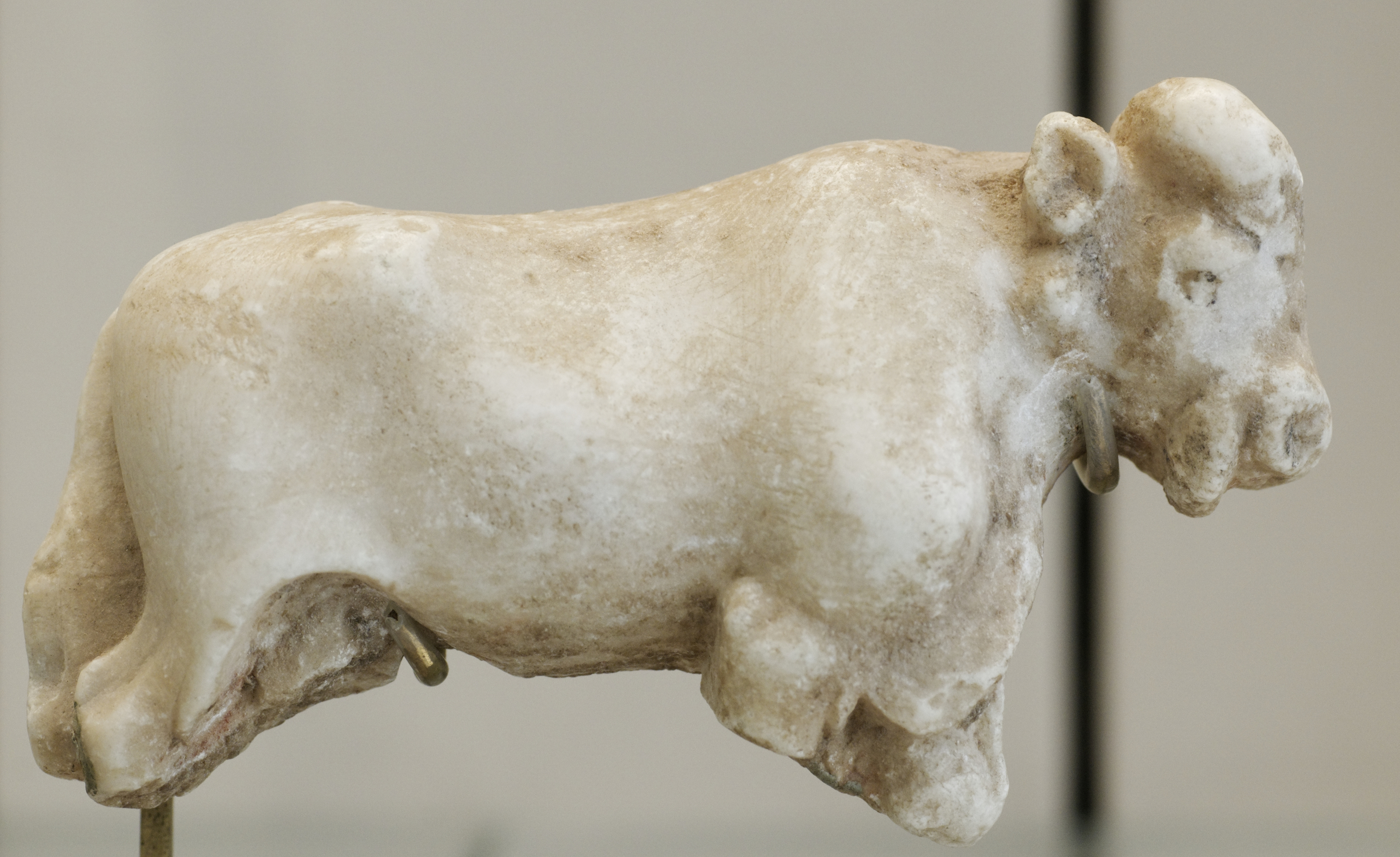
Скульптура быка, период Джемдет-Наср, ок. 3000 г. до н. э.

Эанна IVa (светло-коричневый) и IVb (тёмно-коричневый)
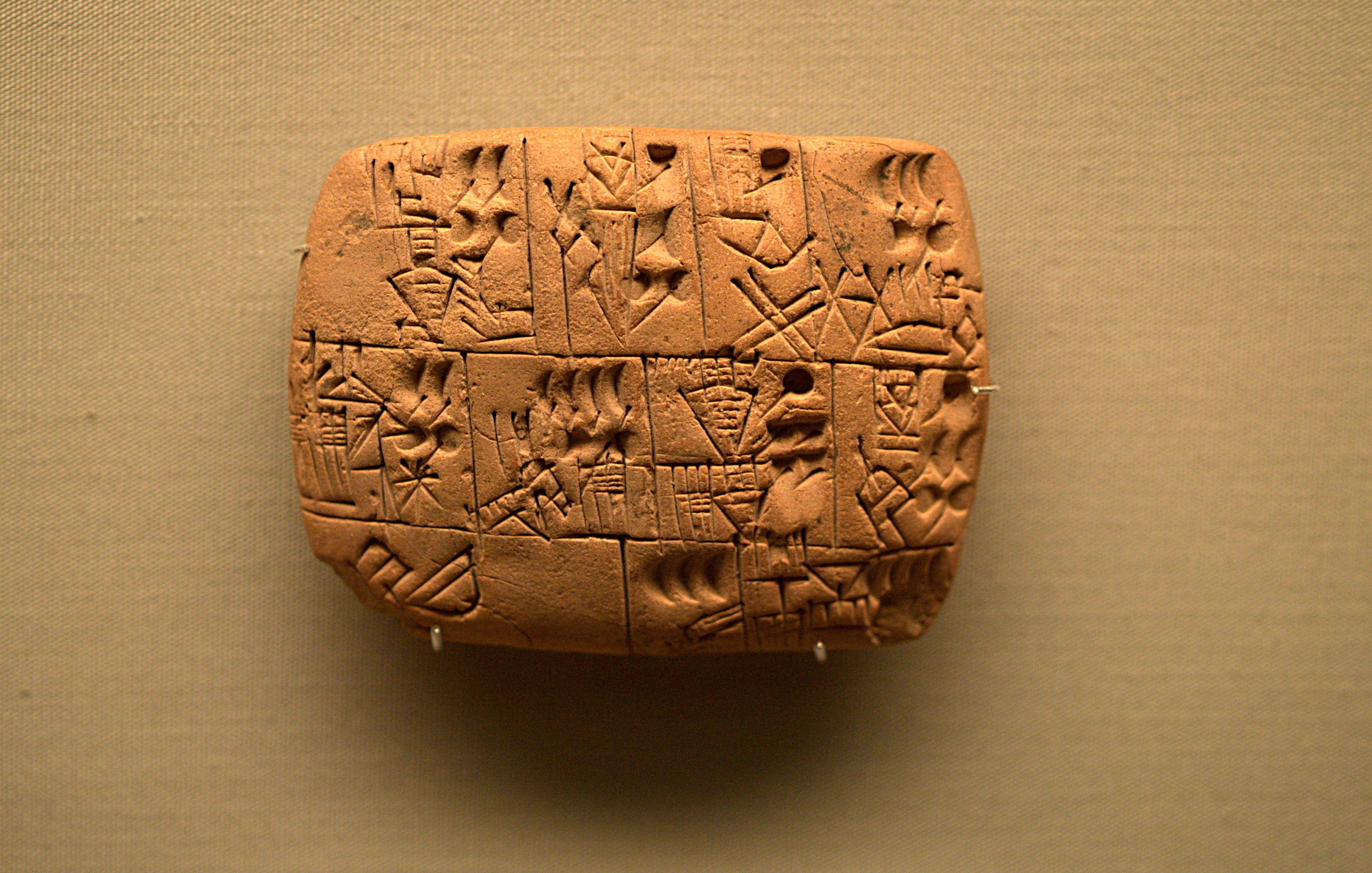
Табличка из Урука III (ок. 3200–3000 до н. э.), на которой записана раздача пива из кладовых заведения,[16] Британский музей.
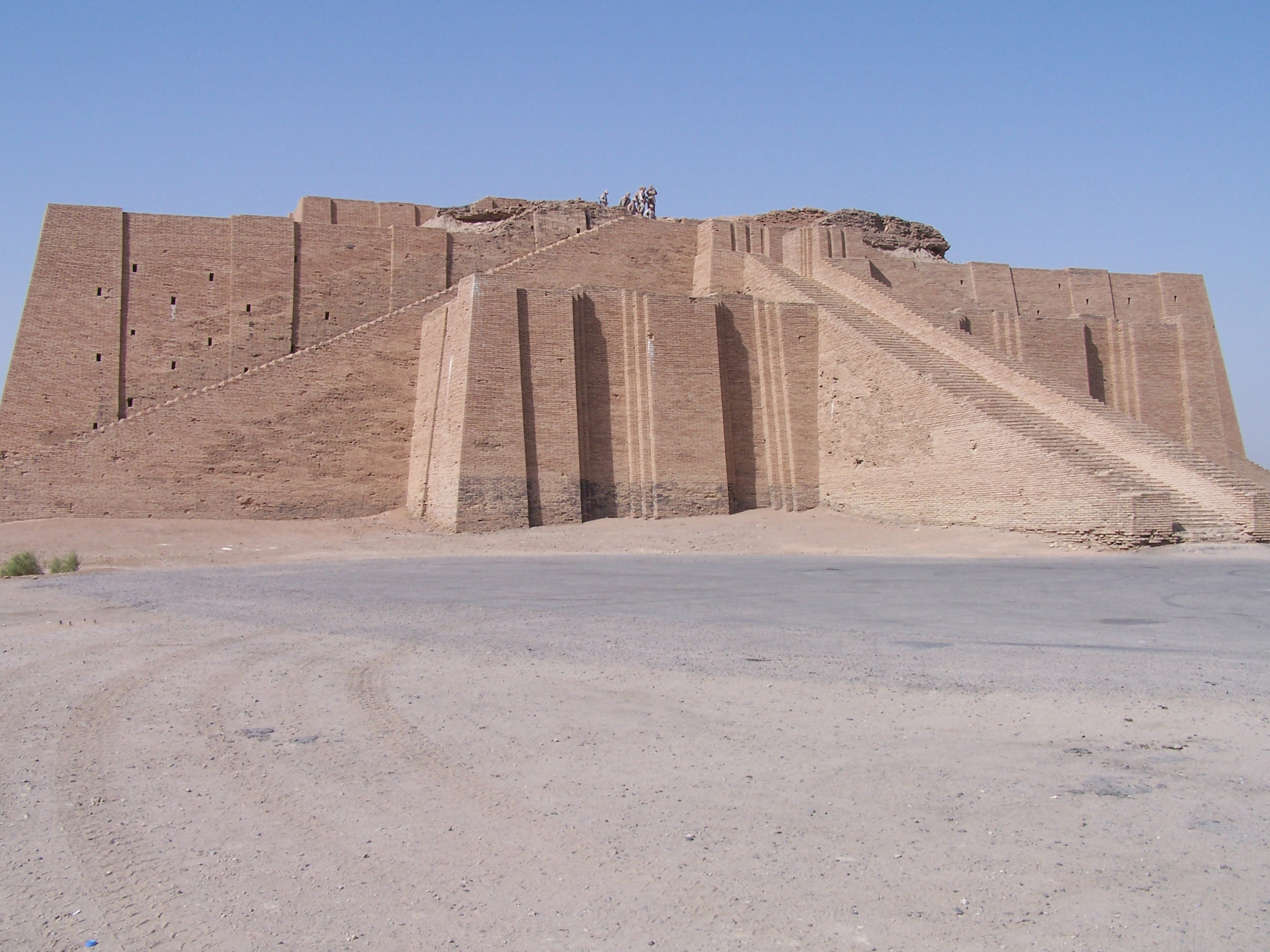
Частично реконструированный фасад и входная лестница зиккурата Ура, первоначально построенного Ур-Намму, неошумерский период, около 2100 г. до н. э.
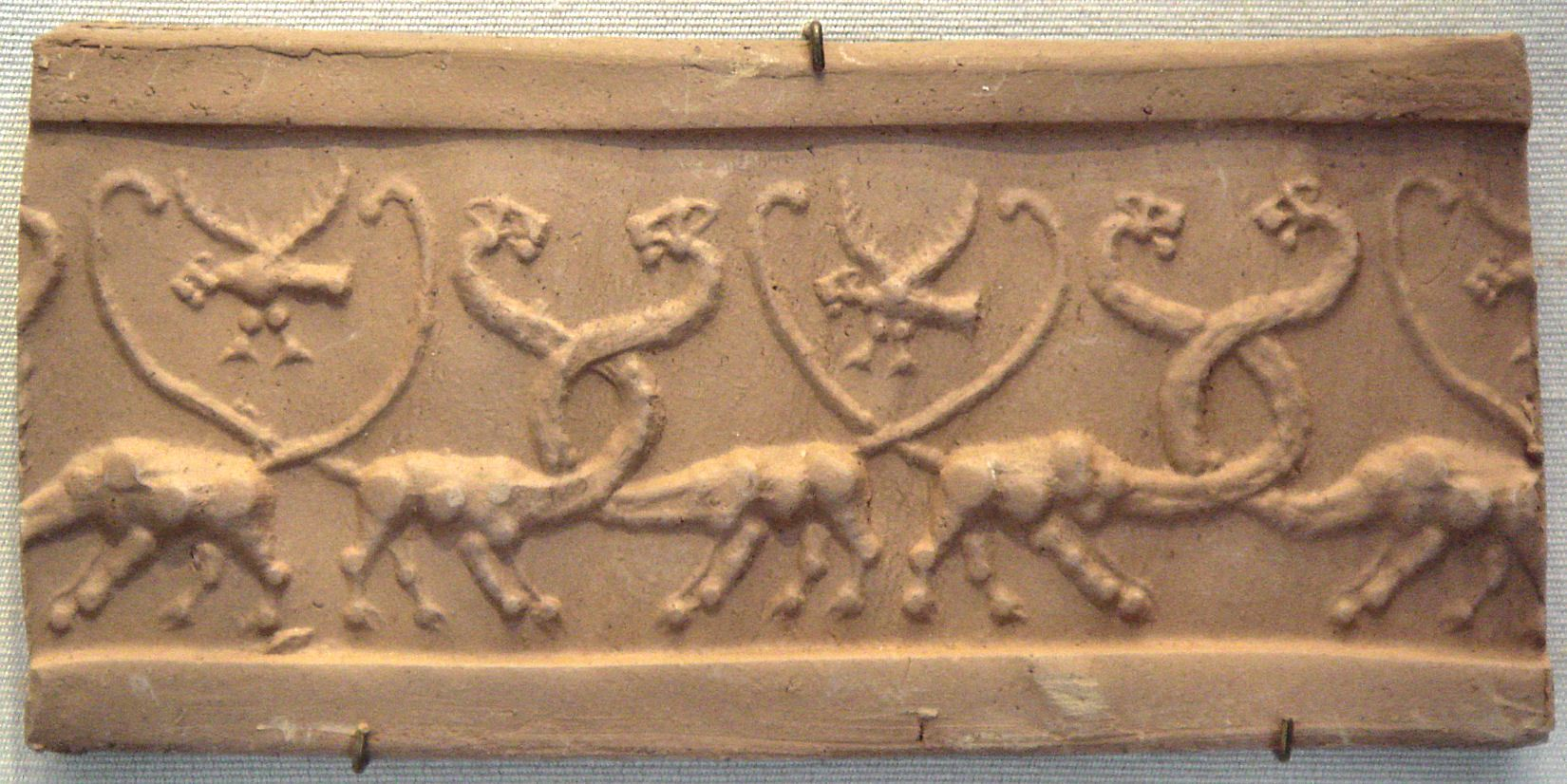
Глиняный оттиск цилиндрической печати с чудовищными львами и львиноголовыми орлами, Месопотамия, Урукский период (4100 г. до н. э. — 3000 г. до н. э.). Лувр.
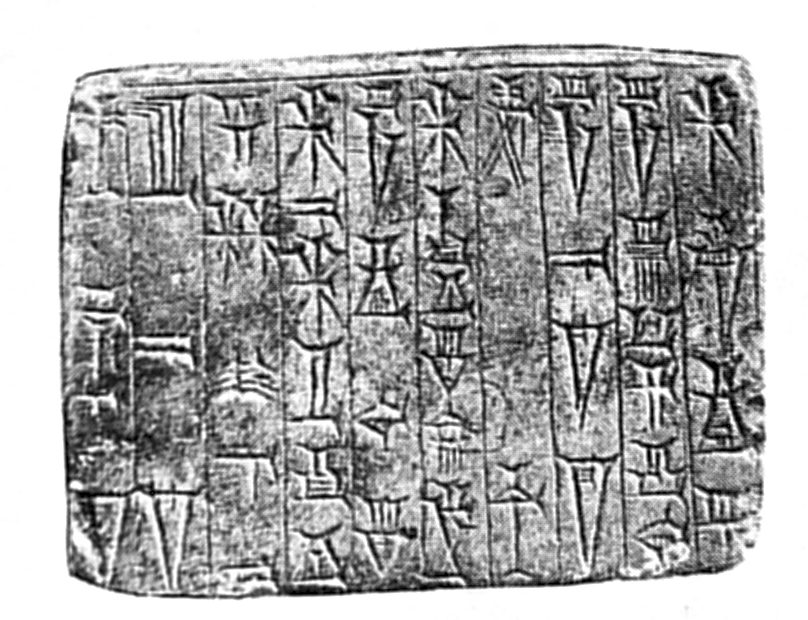
Табличка с посвящением Син-гамилу, правителю Урука, XVIII век до н. э.
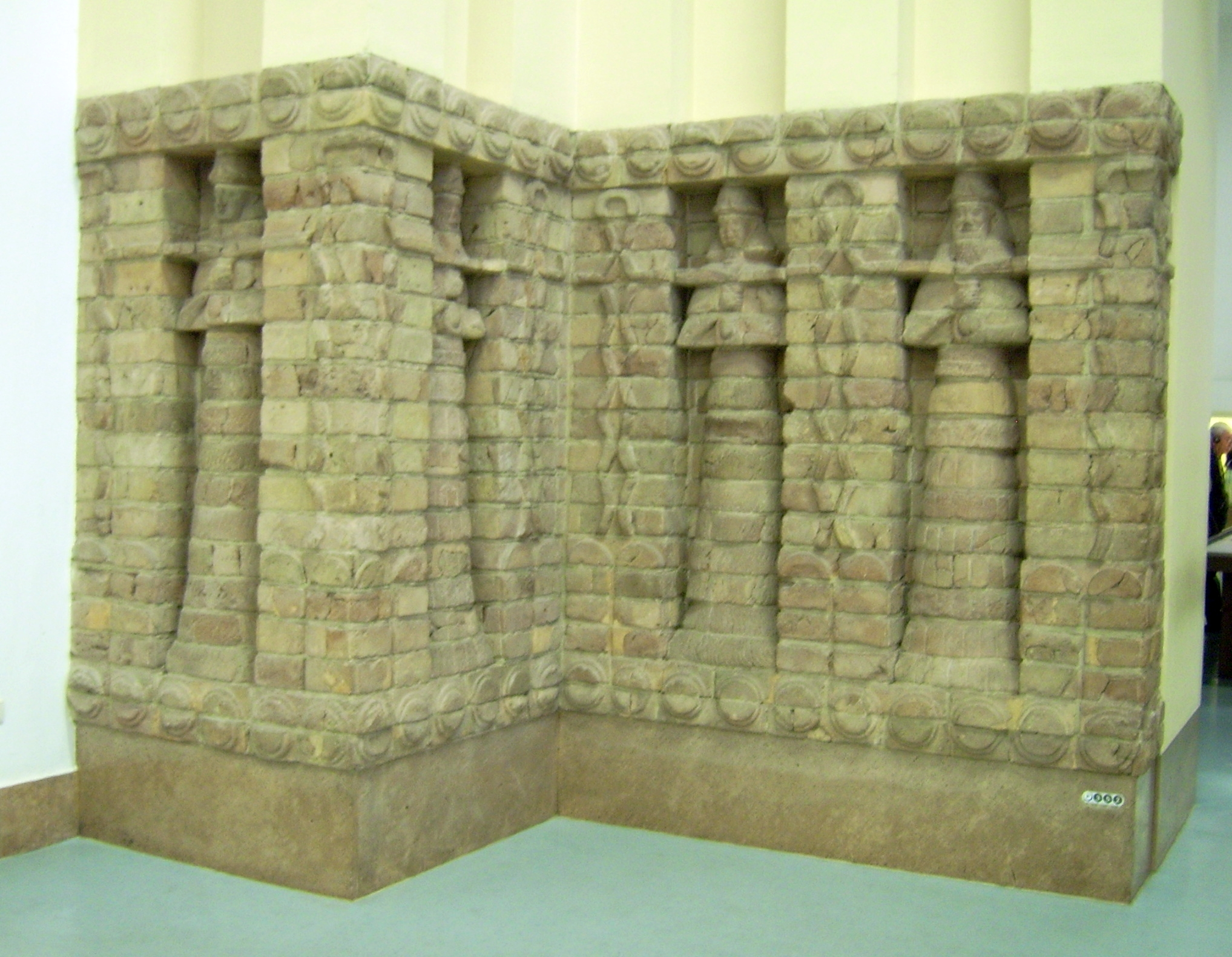
Рельеф на фасаде храма Инанны Караиндаша I из Урука. Середина XV века до н. э. Пергамский музей, Берлин.
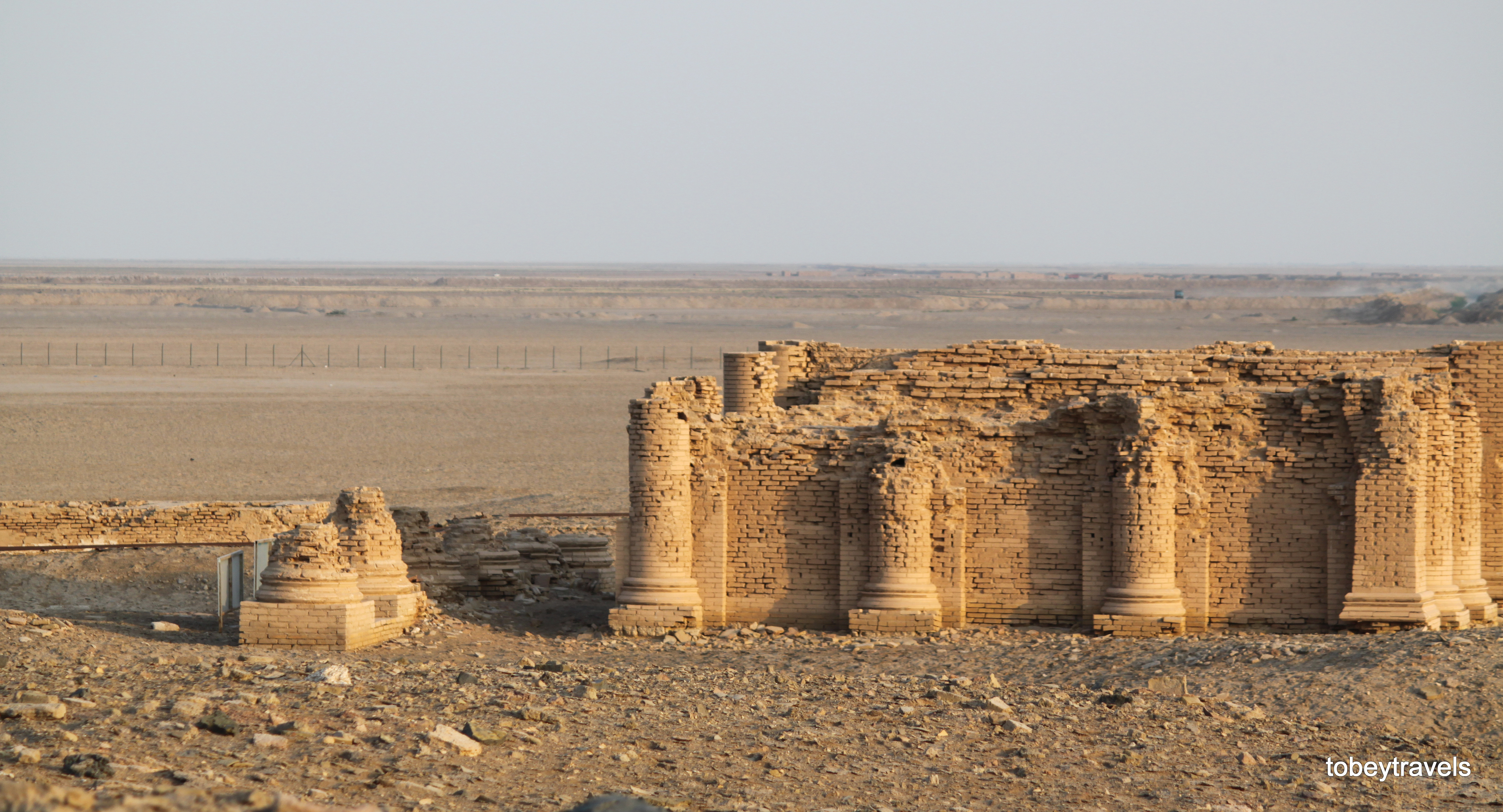
Храм Парфянской империи Хариос в Уруке
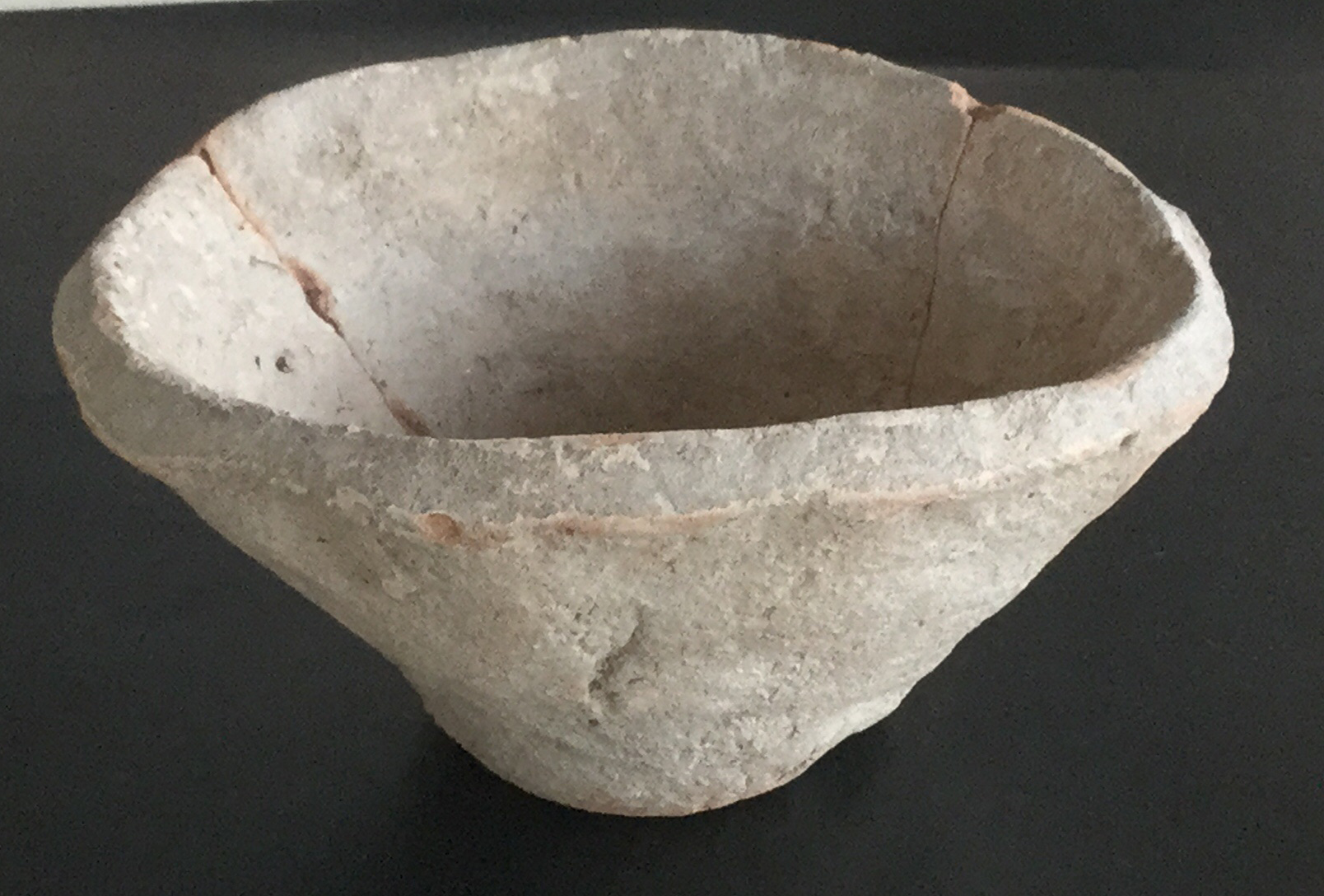
Миски со скошенными краями позднего периода Урука использовались для раздачи пайков.